# Flavio (opera)
Flavio (o più estesamente Flavio, re de' Longobardi) è un'opera in tre atti di Georg Friedrich Händel (HWV 16), su libretto di Nicola Francesco Haym. Fu rappresentata per la prima volta all'Haymarket Theatre di Londra il 14 maggio 1723. Il libretto trae ispirazione da Flavio Cuniberto di Matteo Noris.
Händel, che inizialmente pensava di dare il titolo a questo lavoro dal personaggio femminile di Emilia, terminò la composizione solo sette giorni prima della prima rappresentazione. In quell'occasione l'opera andò in scena complessivamente otto volte. Altre quattro rappresentazioni, dirette dallo stesso compositore, ebbero luogo a partire dal 18 aprile 1732. Non si ebbero più rappresentazioni fino alla ripresa di Gottinga il 2 luglio 1967. In Inghilterra, la prima rappresentazione moderna si tenne il 26 agosto 1969 ad Abingdon.

## Interpreti della prima rappresentazione
Gli interpreti della prima rappresentazione furono i seguenti:
| Personaggio | Registro vocale     | Interprete            |
| ----------- | ------------------- | --------------------- |
| Flavio      | contralto castrato  | Gaetano Berenstadt    |
| Guido       | contralto castrato  | Senesino              |
| Emilia      | soprano             | Francesca Cuzzoni     |
| Vitige      | soprano en travesti | Margherita Durastanti |
| Teodata     | mezzosoprano        | Anastasia Robinson    |
| Lotario     | basso               | Giuseppe Maria Boschi |
| Ugone       | tenore              | Alexander Gordon      |

## Trama
La vicenda si svolge in Lombardia. Flavio regna sui Longobardi e sull'Inghilterra. Ugone e Lotario sono i suoi due consiglieri. Il figlio di Ugone, Guido, deve sposare la figlia di Lotario, Emilia. Ugone ha anche una figlia, Teodata. Ugone vorrebbe che Teodata cercasse di entrare alla corte come dama di compagnia, per non spendere la fanciullezza in solitudine, ma ignora che Teodata ha un amante segreto, Vitige, aiutante del re.

### Atto I
Davanti alla casa dell'anziano Ugone, prima dell'alba, Vitige lascia la camera di Teodata. In seguito, nella casa di Lotario, ha luogo il matrimonio tra Guido ed Emilia, in presenza solo dei più stretti parenti. Gli sposi cantano la loro felicità, poi si separano in attesa delle celebrazioni che si svolgeranno di sera. Ugone presenta Teodata al re, dicendogli che ella brama di entrare al suo servizio come dama di compagnia. Incantato dalla bellezza di Teodata, Flavio acconsente e assegna Teodata come dama alla propria moglie, Ermelinda.
Lotario invita il re ai festeggiamenti nuziali. Flavio riceve poi una lettera dell'anziano governatore d'Inghilterra, Narsete, che chiede di essere sollevato dal proprio incarico. Flavio pensa inizialmente di affidare l'incarico a Lotario, che già assapora la prospettiva, poi cambia idea in favore di Ugone, poiché vuole allontanare quest'ultimo, per poter corteggiare Teodata senza interferenze. Lotario si sente offeso e parte, furioso. Flavio parla a Vitige della bellezza di Teodata, senza sapere che egli è l'amante della giovane. Vitige cerca di nascondere i propri sentimenti, sostenendo che Teodata non è particolarmente bella.
Nel cortile del castello, Ugone incontra il figlio Guido, al quale dice di essere stato schiaffeggiato da Lotario. Ugone deve difendere il proprio onore, ma è troppo vecchio per poter brandire una spada, perciò chiede a Guido di combattere in sua vece. Guido è combattuto tra il sentimento di dovere verso il padre e l'amore per Emilia, ma proclama orgogliosamente la decisione di difendere l'onore della famiglia. Giunge Emilia, che non capisce per quale motivo Guido cerchi di sfuggirla: gli giura eterna fedeltà, ma nota il suo cambiamento d'umore.

### Atto II
In una sala del castello, Flavio sta corteggiando Teodata. Irrompe Ugone, tanto angosciato da non riuscire a parlare chiaramente. Flavio lascia la stanza. Ugone inveisce, parlando della perdita dell'onore della famiglia. Teodata pensa che la sua relazione con Vitige sia stata scoperta e confessa tra le lacrime. L'angoscia di Ugone, all'apprendere la situazione della figlia, aumenta.
Nella casa di Lotario, quest'ultimo dice ad Emilia che non intende consegnarla al figlio dell'odiato rivale, e che perciò il matrimonio deve considerarsi nullo. Guido, giunto in cerca di Lotario, chiede ad Emilia di lasciarlo solo per un po'.
Al castello, Flavio ordina al suo aiutante di condurgli Teodata. Vitige deve rivelare a Teodata quale infelice missione gli è stata richiesta, e Teodata gli narra che Ugone è venuto a conoscenza della loro relazione segreta. Per prendere tempo, essi architettano un piano in cui Vitige fingerà di sollecitare l'amore di Teodata, e lei si fingerà disponibile.
Nel cortile della casa di Lotario, Guido sfida Lotario a duello. Lotario si fa beffe della sfida del giovane, ma la accetta. Nel combattimento, Lotario cade. Quando giunge Emilia, Lotario fa appena in tempo, prima di morire, a indicare in Guido il proprio assassino. Disperata, ella giura vendetta, ma è lacerata, poiché questo significa vendetta contro colui che ama, Guido.

### Atto III
Al castello, Emilia e Ugone chiedono al re di avere giustizia. Ella domanda la morte per l'assassino del proprio padre, mentre Ugone implora che sia risparmiata la vita al proprio figlio. Sopraffatto dagli eventi, Flavio chiede tempo per riflettere e li manda via. Vitige entra con Teodata, la cui presenza fa ammutolire Flavio. Egli cerca di farla corteggiare per proprio conto da Vitige, ma alla fine si fa avanti egli stesso, chiamandola "mia regina" e cercando di condurla alle proprie camere da letto. Vitige è oppresso dalla gelosia.
Emilia è in lutto, per la morte del padre e per la fuga di Guido, ma ancora una volta giura implacabile vendetta. Guido appare e le porge la propria spada, cosicché lei possa ucciderlo. Emilia la prende, poi la lascia cadere e parte. Guido implora l'aiuto dell'amore.
Vitige e Teodata litigano, accusandosi a vicenda di essersi spinti troppo oltre nell'inganno ordito ai danni del re. Poi si rendono conto che Flavio è entrato ed ha ascoltato tutto. Ammettono di essere amanti, con sconcerto di Flavio
Entra Guido, e supplica il re di essere messo a morte se Emilia lo odia ancora per la sua azione. Ugone poi confessa di avere incitato il figlio a commettere il delitto in propria vece. Flavio, finalmente consapevole della propria responsabilità di re, manda a chiamare Emilia, e ordina a Guido di nascondersi e ascoltare ciò che accadrà. Flavio dice ad Emilia che Guido è stato ucciso, come lei aveva chiesto, e le offre di vederne la testa come prova. Emilia rifiuta e implora di essere uccisa a sua volta, poiché la su avita senza Guido non ha significato. Guido esce dal proprio nascondiglio ed Emilia quasi sviene per la gioia. Guido le chiede perdono, e lei chiede un periodo di lutto.
Flavio infine stabilisce che Vitige dovrà sposare "colei che agli occhi tuoi non piace", cioè Teodata, e che Ugone verrà scacciato dal regno, ma per recarsi in Inghilterra e divenirne governatore.
Tutti ringraziano il re, e l'opera si chiude con un coro di riconciliazione.

## Struttura dell'opera
- Ouverture

### Atto I
- Duetto (Teodata, Vitige) - Ricordati, mio ben
- Aria (Emilia) - Quanto dolci, quanto care
- Aria (Guido) - Bel contento già gode quest'alma
- Aria (Teodata) - Benché povera donzella
- Aria (Lotario) - Se a te vissi fedele, fedele ancor sarò
- Aria (Flavio) - Di quel bel che m'innamora
- Aria (Vitige) - Che bel contento sarebbe amore
- Aria (Guido) - L'armellin vita non cura
- Aria (Emilia) - Amante stravagante più del mio ben non v'è

### Atto II
- Aria (Ugone) - Fato tiranno e crudo, ogn'or a danni miei
- Aria (Lotario) - S'egli ti chiede affetto
- Aria (Emilia) - Parto, sì, ma non so poi
- Aria (Guido) - Rompo i lacci, e frango i dardi
- Aria (Flavio) - Chi può mirare e non amare
- Aria (Teodata) - Con un vezzo, con un riso
- Aria (Vitige) - Non credo instabile chi mi piagò
- Aria (Emilia) - Ma chi punir desio? l'idolo del cor mio

### Atto III
- Aria (Emilia) - Da te parto, ma concedi che il mio duolo
- Arioso (Vitige) - Corrispondi a chi t'adora
- Aria (Flavio) - Starvi a canto e non languire
- Aria (Teodata) - Che colpa è la mia, se Amor vuol così?
- Aria (Vitige) - Sirti, scogli, tempeste, procelle
- Recitativo (Emilia) - Oh Guido! oh mio tiranno
- Recitativo e Aria (Guido) - Squarciami il petto - Amor, nel mio penar deggio sperar
- Duetto (Emilia, Guido) - Ti perdono, o caro bene
- Coro - Doni pace ad ogni core